# Gomphrena blanchetii
Gomphrena blanchetii là loài thực vật có hoa thuộc họ Dền. Loài này được Moq. mô tả khoa học đầu tiên năm 1849.